# Adam von Krogh
Adam Gottlob von Krogh (16. maj 1768 på Mørk i Norge – 17. januar 1839 på Marienlyst Slot i Helsingør) var en dansk officer og toldembedsmand.
Krogh var en søn af generalløjtnant Caspar Hermann von Krogh. Han blev, 12 år gammel, sendt til København til uddannelse på Søkadetakademiet. Det viste sig imidlertid, at han ikke kunne tåle søen, og 1786 fik han efter ansøgning ansættelse som fænrik i Falsterske Infanteriregiment, hvorfra han 1787 overgik som fænrik til Kronprinsens Regiment og derfra 1788 som sekondløjtnant til Livgarden til Fods. 1790 blev han kammerjunker og tjenstgjørende kammerpage hos kronprinsen. Ved Christiansborg Slots brand 1794 var han i funktion som Inspektionsofficer og fik under sine bestræbelser for at hindre ildens udbredelse til Kancellibygningerne sit bryst så beskadiget af et brændende stykke tømmer, at han 1796 måtte ansøge om afsked. Han fik nu civil ansættelse som kæmmerer ved Øresunds Toldkammer og udnævntes samtidig til kammerherre. 1801, da toldkammeret på grund af englændernes komme foreløbig måtte standse sin virksomhed, meldte Krogh sig i København for at deltage i landets forsvar og organiserede et frivilligt korps af forstbetjente og herregårdsskytter. 1807, under Københavns belejring, samlede de fleste af disse mænd sig på ny under hans kommando, og i spidsen for denne lille kernetrop, der senere på året fik navn af "sjællandske ridende Jægerkorps", gjorde han sig bemærket ved fremtrædende mod og konduite og førte, som det hedder, "Korpset mod Fjenden med en saadan Berømmelse, at det var Mønster for andre". Til belønning for sit forhold blev Krogh samme år på ny optaget i Hæren som major af kavaleriet; 1814 ved korpsets ophævelse blev han oberstløjtnant, og 1816 fik han afskedspatent som oberst.
I sin civile gerning, hvortil han efter fredsslutningen i Kiel udelukkende helligede sig, var han den nidkære og duelige forretningsmand, hvis store erfaring og indgående kendskab til det "vanskelige og meget delikate Øresundsfag" omtales, og 1833 fik han da også det særdeles indbringende embede som direktør for Øresunds Toldkammer. Allerede i forvejen var han 1809 blev Ridder af Dannebrog, 1826 Dannebrogsmand, og 1828 var han blevet udnævnt til Kommandør af Dannebrog. 1836 hædredes han med ordenens Storkors.
Krogh blev 3. februar 1797 gift på Åstrup ved Haderlev med sin kusine Magdalene f. von Krogh (13. juni 1775 på Gram Slot – 19. december 1847 på Marienlyst Slot), datter af gehejmekonferensråd Frederik Ferdinand von Krogh og 1. hustru. Han døde 17. januar 1839.
Han er begravet i Helsingør. Der findes portrætmalerier af ham i Oslo og på Lekkende.